# Spence Harbour
Der Spence Harbour ist eine Bucht an der Ostküste von Coronation Island im Archipel der Südlichen Orkneyinseln. Sie liegt 1,5 km südlich der Landspitze The Turret.
Der britische Walfängerkapitän George Powell (1794–1824) und sein US-amerikanisches Pendant Nathaniel Palmer entdeckten die Bucht gemeinsam im Dezember 1821. Die Benennung der Bucht nahm Powell vor, der Benennungshintergrund ist allerdings nicht überliefert.